# 밀성초등학교
밀성초등학교는 대한민국 경상남도 밀양시 내이동에 있는 초등학교다.

## 학교 연혁
- 1937년 4월 19일 밀양제2공립보통학교로 개교
- 1938년 4월 1일 밀양제2공립심상소학교로 개칭
- 1941년 4월 1일 밀양제2공립국민학교로 개칭
- 1941년 6월 20일 밀성공립국민학교로 개칭
- 1950년 5월 1일 밀성국민학교로 개칭
- 1950년 6월 25일 전쟁으로 군 병원으로 징발. 영남루, 밀양성당(구 주택은행)에서 수업
- 1957년 11월 20일 교가 제정
- 1996년 3월 1일 밀성초등학교로 개칭
- 1996년 10월 3일 개교 60주년 기념탑 건립
- 1997년 9월 3일 밀성초등학교 개교 60주년 행사
- 2001년 9월 14일 교실 증축(신관 3층) 공사 완공
- 2004년 9월 28일 신관 특별실 증축 공사 완공
- 2009년 2월 17일 제66회 졸업(19,917명)
- 2011년 2월 21일 제69회 졸업(20,455명)
- 2012년 2월 17일 제70회 졸업(총 20,738명)
- 2014년 2월 20일 제72회 졸업(총 21,207명)
- 2014년 3월 1일 제23대 김승만 교장 취임
- 2015년 2월 16일 제73회 졸업(총 21,365명)

## 참고 자료
- 밀성초등학교 - 한국교육학술정보원 학교알리미